# Tygrysia Maska
Tygrysia Maska (jap. タイガーマスク Tiger Mask) – manga Ikkiego Kajiwary oraz oparty na niej serial anime wyprodukowany w latach 1969–1971 przez Toei Animation w reżyserii Takeshiego Tamiyi.

## Opis fabuły
Serial anime opowiada o zamaskowanym zapaśniku zwanym Tygrysią Maską. Na ringu w postać Tygrysiej Maski wciela się Naoto Date, który przed laty uciekł z sierocińca. Po ucieczce został adeptem tajnej organizacji zwanej Jaskinią Tygrysów, która zajmuje się szkoleniem zapaśników w ekstremalnych warunkach, zaś w samej walce preferująca brutalne zagrania i łamanie zasad fair play.
Fabuła serialu zasadza się na konflikcie, do jakiego dochodzi pomiędzy Naoto a Jaskinią. Konflikt z Jaskinią Tygrysów nie ma podłoża "ideowego" (nie chodzi o styl i sposób walki), lecz finansowe. Tygrysia Maska jako absolwent Jaskini Tygrysów był zobowiązany do przekazywania połowy swoich dochodów uzyskanych z walk na ringu na rzecz organizacji, która go wyszkoliła. Ponieważ nie regulował zobowiązań w terminie, Jaskinia Tygrysów przysłała Pana X jako wierzyciela, który ma przymusić głównego bohatera do spłaty "długu". Tygrysia Maska zobowiązał się wobec niego do uregulowania należności, lecz zamiast oddać pieniądze Jaskini, przeznaczył je na ratowanie sierocińca, gdzie spędził wczesne dzieciństwo (pieniądze przez niego podarowane zostały przeznaczone na pokrycie długu zaciągniętego przez sierociniec u lichwiarza). Jako karę za złamanie zasad, za pośrednictwem tajemniczego Pana X Jaskinia przysyła kolejnych wojowników mających za zadanie zgładzić go na ringu (choć próbowano także zamachów poza halą sportową). Bohater pod wpływem sierocińca i mistrza zapasów Baby zmienia się i zaczyna walczyć fair. Jako że wysłannicy Jaskini, z którymi przychodzi mu się mierzyć, walczą nieczysto, wybór Naoto jest bardzo trudny w realizacji, ale bohater wiele razy przekonuje się, że był to wybór właściwy. Zdobywa tym uznanie innych zapaśników i kibiców oraz staje się bohaterem i wzorem dla dzieci z sierocińca, w szczególności dla małego Kenty – chłopca, który przypomina Naoto jego samego z czasów dzieciństwa.

## Wersja japońska

### Obsada (głosy)
- Kei Tomiyama jako Naoto Date / Tygrysia Maska (odc. 1-30, 40-105)
- Katsuji Mori jako Tygrysia Maska (odc. 32-39)
- Masako Nozawa jako Kenta
- Nana Yamaguchi jako Ruriko Wakatsuki (odc. 1-77)
- Michiko Nomura jako Ruriko Wakatsuki (odc. 78-105)
- Hidekatsu Shibata jako Mr. X

## Wersja włoska
Piosenkę L'uomo tigre śpiewał zespół I Cavalieri del Re.

## Wersja polska
W Polsce serial nadawany na kanale Polonia 1 z włoskim dubbingiem i polskim lektorem (odcinki 1-20 i 51-105 czyta Jacek Brzostyński, a odcinki 21-50 Jerzy Rosołowski).
Serial ten, przeznaczony dla starszej młodzieży, był w Poloni 1 błędnie emitowany w paśmie dla najmłodszych, co doprowadziło do znacznej krytyki tego serialu, jak i gatunku anime, w prasie polskiej lat 90-tych.

## Spis odcinków
| Nr  | Polski tytuł                   | Włoski tytuł                           | Angielski tytuł                             |
| --- | ------------------------------ | -------------------------------------- | ------------------------------------------- |
|     |                                |                                        |                                             |
| 001 | Żółty Diabeł                   | Il Demone Giallo                       | The Yellow Devil                            |
|     |                                |                                        |                                             |
| 002 | Ucieczka Kenty                 | La Fuga di Kenta                       | Tiger the Stormbringer                      |
|     |                                |                                        |                                             |
| 003 | Powrót Naoto                   | Il Ritorno di Naoto                    | The Man Who Returned                        |
|     |                                |                                        |                                             |
| 004 | Prawo Jaskini Tygrysów         | La Legge di Tana delle Tigri           | Law of Tiger's Cave                         |
|     |                                |                                        |                                             |
| 005 | Tygrysia Maska vs Mister X     | Uomo Tigre Sfida Mister X              | Tiger Is Ready to Die                       |
|     |                                |                                        |                                             |
| 006 | Czarny Pyton                   | Pitone Nero                            | Terrible Death Match                        |
|     |                                |                                        |                                             |
| 007 | Uczciwa walka                  | Incontro Leale                         | The Bloodstained Tiger                      |
|     |                                |                                        |                                             |
| 008 | Zasadzka                       | La Trappola                            | Trap of Tiger's Cave                        |
|     |                                |                                        |                                             |
| 009 | Człowiek Goryl                 | L'Uomo Gorilla                         | The Starved Gorilla Man                     |
|     |                                |                                        |                                             |
| 010 | Maleńka kula                   | Il Colpo del Ponte                     | Fresh-Bomb Megaton Drop                     |
|     |                                |                                        |                                             |
| 011 | Lekcja mistrza Arashi          | Lega Mondiale Professionisti           | The Marvelous World League                  |
|     |                                |                                        |                                             |
| 012 | Starszy brat                   | Una Buona Ragione per Vincere          | For Whom He Fights?                         |
|     |                                |                                        |                                             |
| 013 | Świecąca czaszka               | Stella di Teschio                      | The Terrible Hell Operation                 |
|     |                                |                                        |                                             |
| 014 | Szantaż Pana X                 | Il Ricatto di Mister X                 | Secret Training in Tiger's Cave             |
|     |                                |                                        |                                             |
| 015 | Zepsuty telewizor              | Il Televisore Rotto                    | Victory with Countless Wounds               |
|     |                                |                                        |                                             |
| 016 | Pierwsza porażka               | La Prima Sconfitta                     | Defeated Tiger                              |
|     |                                |                                        |                                             |
| 017 | Tygrys nigdy nie ucieka        | Una Tigre Non Fugge Mai                | Tiger Awaked                                |
|     |                                |                                        |                                             |
| 018 | Bóg Ognia                      | Il Confronto                           | The Fate Showdown                           |
|     |                                |                                        |                                             |
| 019 | Dwie godziny przed walką       | Due Ore Prima del Match                | Two Hours Till the Starting Bout            |
|     |                                |                                        |                                             |
| 020 | Cień Jaskini Tygrysów          | L'Ombra di Tana delle Tigri            | Shadow of Tiger's Cave                      |
|     |                                |                                        |                                             |
| 021 | Zemsta Czerwonego Fanga        | La Vendetta di Fang il Rosso           | The Red Fang with Revenge                   |
|     |                                |                                        |                                             |
| 022 | Kuter "Nadzieja"               | Una Speranza per Domani                | Challenge for Tomorrow                      |
|     |                                |                                        |                                             |
| 023 | Tygrysia Maska wybiera         | L'Uomo Tigre Rischia la Vita           | Tiger Risks His Life                        |
|     |                                |                                        |                                             |
| 024 | Mister Nikt                    | I Lottatori Mascherati                 | The Opening of the Maskmen League           |
|     |                                |                                        |                                             |
| 025 | Złota Maska                    | Maschera d'Oro                         | Deadly Battle with the Golden Mask          |
|     |                                |                                        |                                             |
| 026 | Wielka Zebra                   | Grande Zebra                           | Beyond the Glory                            |
|     |                                |                                        |                                             |
| 027 | Opłaca się ryzykować           | Attento, Uomo Tigre!                   | Open Your Eyes, Tiger                       |
|     |                                |                                        |                                             |
| 028 | Jaskinia Tygrysów              | La Tana delle Tigri                    | Tiger's Cave Revives                        |
|     |                                |                                        |                                             |
| 029 | Wyzwanie                       | La Sfida                               | Challenger Strong                           |
|     |                                |                                        |                                             |
| 030 | Tak jak Riki                   | Un Grande Lottatore                    | The Eternal Burning Spirit: Rikidozan Story |
|     |                                |                                        |                                             |
| 031 | Trening                        | L'Allenamento                          | So Special Training at Daisetsuzan          |
|     |                                |                                        |                                             |
| 032 | Decydujący cios                | Mossa Vincente                         | His Special Attack Is Born!                 |
|     |                                |                                        |                                             |
| 033 | Wielkie starcie                | Il Grande Incontro                     | The Marvelous Battle                        |
|     |                                |                                        |                                             |
| 034 | Chłopcy z Jaskini Tygrysów     | Ragazzi nella Tana delle Tigri         | A Hot-Blooded Boy in Tiger's Cave           |
|     |                                |                                        |                                             |
| 035 | Decyzja                        | La Strada del Campione                 | Road to the Champion: Giant Baba Story      |
|     |                                |                                        |                                             |
| 036 | Kto zwycieży?                  | Campionati di Lotta                    | The Opening of All Asia Championship        |
|     |                                |                                        |                                             |
| 037 | Człowiek śniegu                | L'Uomo delle Nevi                      | The Yeti of Himalaya                        |
|     |                                |                                        |                                             |
| 038 | Przed ostatnim spotkaniem      | I Campionati                           | Tiger Who Aims at the Champion              |
|     |                                |                                        |                                             |
| 039 | Zwycięstwo                     | La Vittoria                            | Victory Crown with Tears                    |
|     |                                |                                        |                                             |
| 040 | Przyjaciele i wrogowie         | Tigre Immortale                        | Triumphant Return of Tiger the Phoenix      |
|     |                                |                                        |                                             |
| 041 | Wcielenie Diabła               | Maschera di Morte                      | The Red Death Mask                          |
|     |                                |                                        |                                             |
| 042 | Właściwy wybór                 | Lo Spirito di un Guerriero             | No Tomorrow for Tiger                       |
|     |                                |                                        |                                             |
| 043 | Okrutny Tygrys                 | Un Lottatore Malvagio                  | The Strongest Heel on the Earth             |
|     |                                |                                        |                                             |
| 044 | Wyrzuty sumienia               | Il Rimorso                             | The Challenge from Kamikaze                 |
|     |                                |                                        |                                             |
| 045 | Nowa Maska                     | La Nuova Maschera                      | A Boy with Nostalgia to Home Country        |
|     |                                |                                        |                                             |
| 046 | Mały zapaśnik                  | Il Piccolo Lottatore                   | The Secret Mission of Tiger's Cave          |
|     |                                |                                        |                                             |
| 047 | Król dżungli                   | Re Giungla                             | Verbal Warfare in the Ring                  |
|     |                                |                                        |                                             |
| 048 | Tygrysia Maska kontra Kamikaze | Tigre Contro Kamikaze                  | The Battle with Kamikaze                    |
|     |                                |                                        |                                             |
| 049 | Powrót Tygrysiej Maski         | Il ritorno dell'Uomo Tigre             | Tiger Mask Revives                          |
|     |                                |                                        |                                             |
| 050 | Pamiątka z Hiroszimy           | Ricordo di Hiroshima                   | Give Your Affection to the Children         |
|     |                                |                                        |                                             |
| 051 | Droga do finału                | Difendiamo il Titolo                   | An Eagle and a Tiger                        |
|     |                                |                                        |                                             |
| 052 | Wielki finał                   | Il Campionato Mondiale                 | Win the the World League!                   |
|     |                                |                                        |                                             |
| 053 | Cudowni Bracia                 | I Fratelli Miracolo                    | Mystery of the Miracles                     |
|     |                                |                                        |                                             |
| 054 | Wielkie zwycięstwo Małej Mikro | Benvenuta Micro                        | A New Friend                                |
|     |                                |                                        |                                             |
| 055 | Zanieczyszczone miasta         | Città Inquinate                        | The Sun in Soot and Smoke                   |
|     |                                |                                        |                                             |
| 056 | Książę ciemności               | Popo Africa: Il Principe dell'Oscurità | The Black Deity                             |
|     |                                |                                        |                                             |
| 057 | Niezwyciężony przeciwnik       | Avversario Imbattibile                 | His V-Sign Calls Death In                   |
|     |                                |                                        |                                             |
| 058 | Pojedynek                      | L'Incontro                             | Black V                                     |
|     |                                |                                        |                                             |
| 059 | Odważny przeciwnik             | Uno Sfidante Coraggioso                | A Reckless Challenge                        |
|     |                                |                                        |                                             |
| 060 | Doktor Granky                  | Il Dottor Granky                       | Tiger and a Awkward Doctor                  |
|     |                                |                                        |                                             |
| 061 | Słuszna droga                  | La Giusta Strada                       | Road of "Shogi" King                        |
|     |                                |                                        |                                             |
| 062 | Czarny koszmar                 | L'incubo Nero                          | The Black Challenger                        |
|     |                                |                                        |                                             |
| 063 | Amerykanin Joe                 | Joe l'americano                        | "Meriken" Joe                               |
|     |                                |                                        |                                             |
| 064 | Boże narodzenie                | È Natale                               | Till When the Fortunate Bell Rings          |
|     |                                |                                        |                                             |
| 065 | Prawdziwy mistrz               | Il Vero Campione                       | Deadly Battle on the Maskmen Championship   |
|     |                                |                                        |                                             |
| 066 | Strach Jaskini Tygrysów        | La Paura di Tana delle Tigri           | The Terror of Tiger's Cave                  |
|     |                                |                                        |                                             |
| 067 | Druga twarz Tygrysiej Maski    | L'Altra Faccia di Uomo Tigre           | Resurrection of the Yellow Devil            |
|     |                                |                                        |                                             |
| 068 | Żółty Demon                    | Demone Giallo                          | Phantom of the Yellow Devil                 |
|     |                                |                                        |                                             |
| 069 | Wyzwanie Junkera               | La Sfida di Junker                     | The Rule-Brake Challenger                   |
|     |                                |                                        |                                             |
| 070 | Dziwne spotkanie               | Uno Strano Incontro                    | Regret at the Ring                          |
|     |                                |                                        |                                             |
| 071 | Król Jaguarów                  | Re Giaguaro                            | Tiger Meets the Crisis!                     |
|     |                                |                                        |                                             |
| 072 | Siła Daigo Daimona             | La Forza di Daigo Daimon               | Mr. Fudo Comes Onstage                      |
|     |                                |                                        |                                             |
| 073 | Ostatnia szansa                | L'Ultima Risorsa                       | The Trump of Tiger's Cave                   |
|     |                                |                                        |                                             |
| 074 | Trzeci zdrajca                 | Il Terzo Traditore                     | The Traitor No.3                            |
|     |                                |                                        |                                             |
| 075 | Wielka ucieczka                | La Grande Fuga                         | Great Escape from Tiger's Cave              |
|     |                                |                                        |                                             |
| 076 | Straszne wyzwanie              | Una Terribile Sfida                    | The Phantom Wrestlers                       |
|     |                                |                                        |                                             |
| 077 | Wielki mecz                    | Il Grande Match                        | Tag Team in the Deadly Battle               |
|     |                                |                                        |                                             |
| 078 | Decydujący pojedynek           | Un Duello all'Ultimo Sangue            | Tiger Against Tiger                         |
|     |                                |                                        |                                             |
| 079 | Szef Jaskini Tygrysów          | Il Capo della Tana                     | The Big Boss of Tiger's Cave                |
|     |                                |                                        |                                             |
| 080 | Dwaj wielcy przyjaciele        | Due Grandi Rivali                      | A Nova Is Born                              |
|     |                                |                                        |                                             |
| 081 | Nowy przeciwnik                | Un Nuovo Lottatore                     | The Promotor in Hell                        |
|     |                                |                                        |                                             |
| 082 | Rozpaczliwa walka              | Combattimento Disperato                | The Deadly Battle in Cage                   |
|     |                                |                                        |                                             |
| 083 | Nowa rodzina Mikrusa           | La Nuova Famiglia di Micro             | When Does Happiness Come?                   |
|     |                                |                                        |                                             |
| 084 | Biały goździk                  | Il Garofano Bianco                     | An Oath for Victory                         |
|     |                                |                                        |                                             |
| 085 | Nieudane polowanie             | Caccia Mortale                         | The Hunter of Death                         |
|     |                                |                                        |                                             |
| 086 | Opętany diabeł                 | Diavolo Pazzo                          | Jekyll and Hyde                             |
|     |                                |                                        |                                             |
| 087 | Polowanie na Tygrysią Maskę    | Caccia a Uomo Tigre                    | The Tiger Hunting Plan                      |
|     |                                |                                        |                                             |
| 088 | Ognista chmura                 | La Nuvola di Fuoco                     | Scaffold with Fire                          |
|     |                                |                                        |                                             |
| 089 | Szczęście Yoshibo              | La Felicità di Yoshibo                 | Happiness of Yoshi-bo                       |
|     |                                |                                        |                                             |
| 090 | Teksańczyk                     | Il Texano                              | The Uncrowned Champ                         |
|     |                                |                                        |                                             |
| 091 | W pajęczej sieci               | La Tela del Ragno                      | Devilish Spider Nest                        |
|     |                                |                                        |                                             |
| 092 | Czarny nieznajomy              | Mistero Nero                           | Suspicion of the Mysterious Man             |
|     |                                |                                        |                                             |
| 093 | Cenna rada                     | Un Consiglio Prezioso                  | For Today's Life                            |
|     |                                |                                        |                                             |
| 094 | Honor Tygrysiej Maski          | L'Onore dell'Uomo Tigre                | The Substitute of Tiger                     |
|     |                                |                                        |                                             |
| 095 | Pirania                        | Il Piranha                             | The Piranhan                                |
|     |                                |                                        |                                             |
| 096 | Kim jest Tygrysia Maska?       | Chi è Uomo Tigre?                      | Who Is Tiger Mask?                          |
|     |                                |                                        |                                             |
| 097 | Niespodzianki Pana X           | Un Lottatore Eccezionale               | Presentiment of Defeat                      |
|     |                                |                                        |                                             |
| 098 | Strach przed walką             | Terrore di Combattere                  | The Desperate Tiger                         |
|     |                                |                                        |                                             |
| 099 | Samotny wilk                   | Lupo Solitario                         | Howl for Blood, Wolf!                       |
|     |                                |                                        |                                             |
| 100 | Rodzina Yoshibo                | La Famiglia di Yoshibo                 | Create Your Own Tomorrow                    |
|     |                                |                                        |                                             |
| 101 | Porażka Kena                   | La Sconfitta di Ken                    | The Execution of Tiger's Cave               |
|     |                                |                                        |                                             |
| 102 | Zwycięstwo prawdy              | Il Trionfo della Verità                | The Truth of Tiger's Cave                   |
|     |                                |                                        |                                             |
| 103 | Śmiertelna pułapka             | Un Mortale Tranello                    | The Struggle Tiger's Cave                   |
|     |                                |                                        |                                             |
| 104 | Nieunikniony pojedynek         | Il Fatidico Incontro                   | The Bloody Battle with Tiger's Cave!        |
|     |                                |                                        |                                             |
| 105 | Klęska Jaskini Tygrysów        | La Disfatta di Tana delle Tigri        | Tiger Mask Goes Away                        |